# Eduardo White

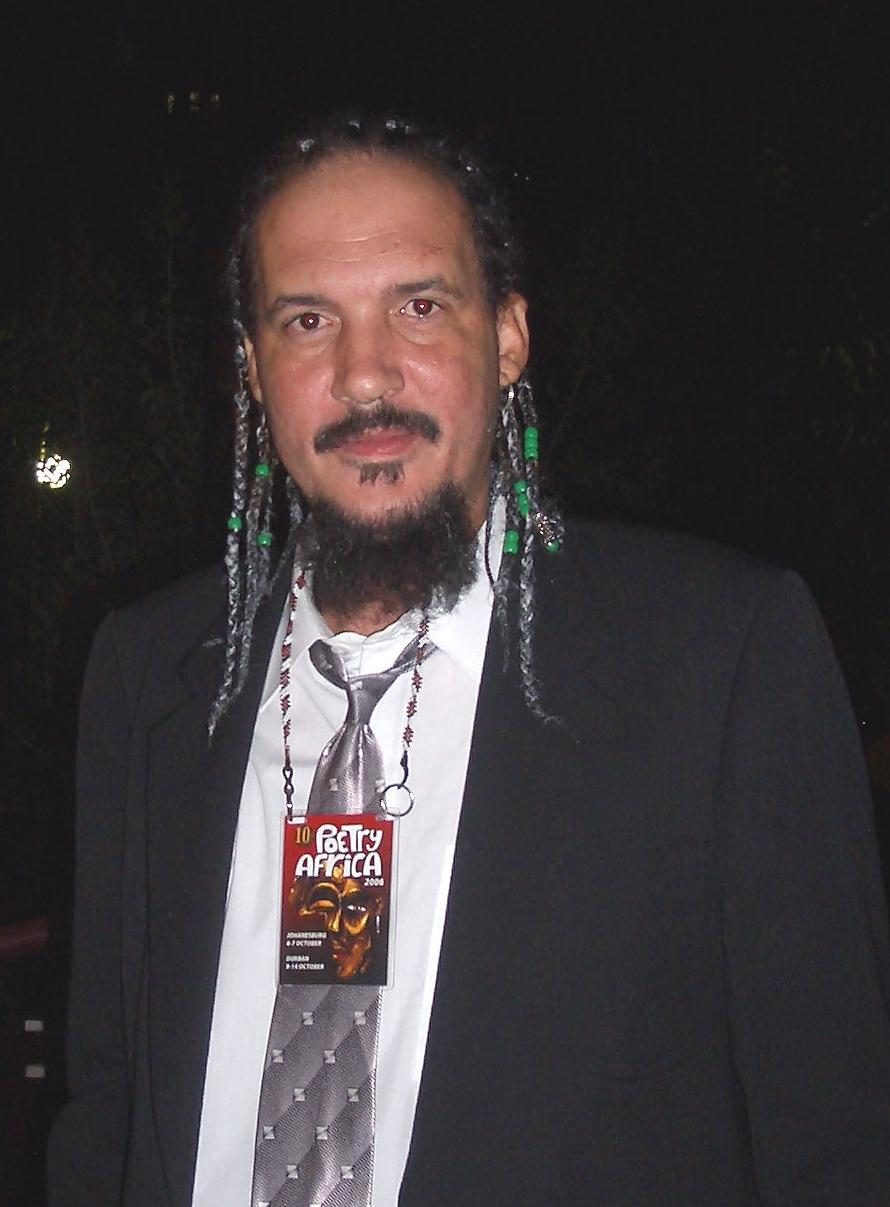
Eduardo White (2006)

Eduardo Costley White (Quelimane, 21 de noviembre de 1963 - Maputo, 24 de agosto de 2014) fue escritor mozambiqueño y miembro de la Associação dos Escritores Moçambicanos (AEMO).
Su madre era de Lisboa y por parte de su padre, su abuelo era inglés. Estudió tres años en el Instituto Industrial y en 1984, fundó la revista Charrua.

## Obra
- Amar Sobre o Índico, Associação dos Escritores Moçambicanos, 1984.
- Homoíne, Associação dos Escritores Moçambicanos, 1987.
- O País de Mim, Associação dos Escritores Moçambicanos, 1989. ( Prémio Gazeta de Artes e Letras da Revista Tempo).
- Poemas da Ciência de Voar e da Engenharia de Ser Ave, Editorial Caminho, 1992 (Prémio Nacional de Poesia Moçambicana 1995).
- Os Materiais de Amor seguido de Desafio à Tristeza, Maputo, Ndjira / Lisboa,  Ed. Caminho, 1996.
- Janela para Oriente, Ed. Caminho, 1999.
- Dormir Com Deus e Um Navio na Língua, Braga, Ed. Labirinto, 2001 (Prémio Consagração Rui de Noronha).
- As Falas do Escorpião, Maputo, Imprensa Universitária, 2002.
- O Manual das Mãos, Campo das Letras, 2004.
- O Homem a Sombra e a Flor e Algumas Cartas do Interior, Maputo, Imprensa Universitária, 2004.
- Até Amanhã, Coração, Maputo, Vertical, 2005.